# Тейзър
Тейзърът (на английски: taser), срещано и като тейсър, също тасер или тазер, е несмъртоносно електрошоково оръжие. T.A.S.E.R. е акроним на Thomas A. Swift's Electric Rifle  заимстван от Jack Cover, изобретател на тейзъра от книжките за деца на автора Edward Stratemeyer, по-специално от „Tom Swift and His Electric Rifle“ от 1911. Първоначално тейзър ползва пиропатрони за изстрелване на сондите поради което е класифициранкато огнестрелно оръжие.
Това оръжие действа, като чрез изстрелвани сонди предава импулсен ел.ток  с високо напрежение (волтаж) върху мишената. В резултат улученият изпада в силна мускулна контракция – изпитва силна болка, като губи контрол над тялото си. Най-често е използвано за неутрализация на престъпници, за да може полицията да ги арестува без съпротива.
Производител е компанията Taser International, гр. Скотсдейл, Аризона, САЩ. Оръжието има няколко модела: М26C, Х26C и C2.
Според Интерпол оръжието не е смъртоносно, но според Амнести Интернешънъл в периода от 2001 г. до август 2008 г. в САЩ са отчетени 334 смъртни случая след употребата му.

## Тактико-технически данни
- Напрежение между двете сонди – 50 000 волта (V)
- Мощност – 26 вата (W)
- Съдържание на патрона, изстрелващ сондите – азот
- Дължина на кабелите – до 11 метра
- Скорост на изстрелване – 45 m/s
- Времетраене на действие – 5 секунди (с натиснат спусък 10 – 30 s)
- Време за поразяване на обекта – 0,25 секунди

Особености:
- Не работи с акумулаторни батерии. Сондите не е необходимо да се забиват в тялото – действат до 5,7 cm от тялото на обекта.
- Бронежилетки с каучук или друга изолираща материя могат да спрат действието на Т-вълната, т.е. тогава оръжието е неефективно.
- Не влияе върху сърцето и пейсмейкъра на обекта, не се прехвърля от обекта на друго лице, което се опира в него.
- Без патрон – при допир действа като електрошок.
- Има дигитална памет за фиксиране на дата, час и продължителност на използването му. Изстрелват се и хартийки с уникален номер, за да се установи кой служител на реда е използвал уреда срещу нарушителя.